# John Two-Hawks
Pour les articles homonymes, voir Two et Hawks.
John Two-Hawks est un chanteur et musicien se réclamant d'origine amérindienne. Il clame être issu du clan Oglala de la tribu Lakota (dont il parlerait la langue). Son nom traditionnel Lakota serait Siyotanka, qui signifierait "Grande Flûte". Le nom "Two-Hawks" remonterait quant à lui à plusieurs générations et aurait été déjà porté par certains de ses ancêtres maternels. John "Two-Hawks" a été rendu célèbre en Europe notamment grâce à son apparition lors du concert du groupe de metal symphonique finlandais Nightwish au Hartwall Arena d'Helsinki, sur les chansons Creek Mary's Blood et Stone People le 21 octobre 2005.

## Escroquerie culturelle
En réalité,, John "Two-Hawks", de son nom de naissance John Allen Hill n'est pas un natif américain (amérindien) mais est né en Arkansas.
Il se réclame du clan Oglala de la tribu Lakota, cependant aucun membre de cette communauté ne se souviendrait d'avoir grandi avec lui, et ne le connaîtraient ni lui ni sa famille. A ses débuts, il aurait même prétendu être un Cherokee. Cependant, ces accusations sont très bancales et ont très peu de sources fiables.

## Discographie
- Red and Blue Days (?)
- Voices (juin 2000)
- Good Medicine (mars 2001) - accompagné d'un livre
- Traditions (septembre 2001) - avec Manach (Seamus Byrne)
- Heal (juillet 2002)
- Peace on Earth (novembre 2003) - Musique de Noël
- Honor (mars 2004)
- Wild Eagles DVD (2004) - partie des Cedar Lake Nature DVD series
- Signature Series 2-CD Set (avril 2005)
- How Not To Catch Fish and Other Adventures of Iktomi (juin 2005) - un livre pour enfants de Joseph M. Marshall III, avec un CD audio.
- Beauty Music (2006) - avec Seamus Byrne et Sir Charles Hammer
- Come to the Fire (avril 2006) - accompagné d'un livre
- Touch the Wind (2006) - with Bastiaan Pot
- Cedar Dreams (juillet 2007)
- Creek Marys Blood - avec Nightwish